# 南孝一
南 孝一（みなみ こういち）は、日本の特許庁技官、弁理士。特許技監を最後に退官し、日本国際知的財産保護協会理事長。

## 人物・経歴
名古屋工業大学工学部生産機械工学科卒業。1977年特許庁入庁。1981年特許庁審査官。1994年特許庁審査第二部調整課審査企画官。1996年特許庁総務部電子計算機業務課機械化企画室長。1999年財団法人日本特許情報機構事業管理室長。2001年特許庁総務部特許情報課情報利用推進室長。2002年特許庁総務部技術調査課長。2004年特許庁審査第一部調整課長。2006年特許庁審査第二部長。2008年特許技監。2011年に退官し、特許業務法人第一国際特許事務所弁理士。2012年日本国際知的財産保護協会理事長。